# UEFA 유로 2004
2004년 UEFA 유럽 축구 선수권 대회 또는 UEFA 유로 2004(UEFA Euro 2004)는 유럽 축구 연맹(UEFA)에서 4년마다 개최하는 유럽 축구 선수권 대회의 12번째 대회로 2004년 6월 12일부터 7월 4일까지 포르투갈에서 열렸다. 다른 이전의 두 대회, 잉글랜드에서 개최된 UEFA 유로 1996, 네덜란드, 벨기에에서 개최된 UEFA 유로 2000처럼 2002년부터 시작된 예선을 통과한 16개 팀이 본선에 참가했다. 본선은 8개 도시(아베이루, 브라가, 코임브라, 기마랑이스, 파루/롤레, 레이리아, 리스본, 포르투)에 위치한 열 개의 경기장에서 열렸다.
본선에서 몇 가지의 놀라운 사건들이 있었다. 독일, 이탈리아, 스페인이 조별 리그전에서 탈락한 것이다. 특히 이탈리아는 3회에 걸친 조별 리그전에서 1승 2무(승점 5)의 성적을 거두었으나, 똑같이 1승 2무를 거둔 스웨덴과 덴마크에 상대전적에서 뒤지며 8강에 진출하지 못하는 불운을 겪었다. 그리고 전 대회 우승국인 프랑스가 쉽게 이기리라고 생각했던 그리스에게 8강에서 밀려 탈락한 것, 또 포르투갈 대표팀은 비록 첫 경기에서 패배했지만, 스페인과 잉글랜드, 네덜란드를 차례로 꺾으며 결승에 진출했다. 처음으로 결승에서 개막전에서 만났던 팀들끼리의 리턴 매치가 벌어졌다. 게다가 개막전에서 패했던 개최국이 결승전에서 또 다시 패하는 것도 처음이었다. 포르투갈은 두 경기 모두 그리스에게 패배를 당했다. 그리스의 우승은 누구도 생각하지 못했던 일이다. 그리스는 이 대회 외에 유로 본선에 진출한 적이 딱 한번(UEFA 유로 1980) 있었으며, 그마저도 1무 2패로 승점 1점을 올리는 데 그치며 본선 조별 리그전을 탈락했던 팀이기 때문이다.
개막식에서 포르투갈 탐험가들의 항해를 상징하는 배가 바다를 가르며 항해하는 모습을 그렸고 배경이었던 바다가 대회 참가국의 국기로 바뀌었다. 개막전인 포르투갈과의 경기에서의 승리로 그 배는 승리의 상징이 되어 그 때부터 그리스 축구대표팀의 애칭은 해적선(그리스어: πειρατικό 피라티코[*])이 되었다.

## 개최국 선정
1999년 10월까지 입후보를 신청했던 국가는 다음과 같다.
- 포르투갈
- 스페인
- 오스트리아- 헝가리 (공동 개최)

UEFA 집행위원회는 1999년 10월 12일 독일 아헨에서 열린 회의에서 UEFA 유로 2004 개최국 선정을 위한 투표를 진행했다. 투표 결과 포르투갈이 UEFA 유로 2004 개최국으로 선정되었다.

## 예선

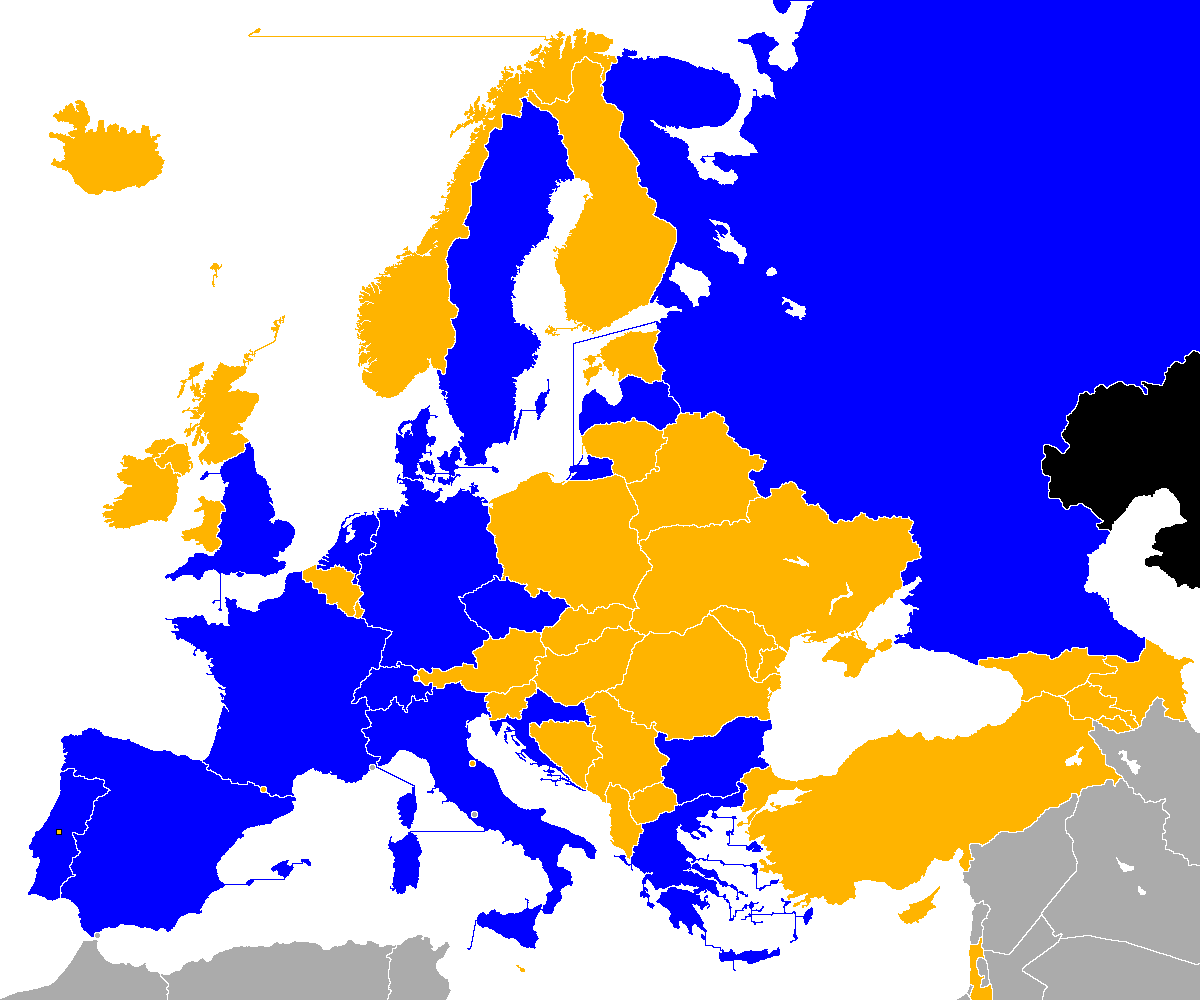
UEFA 유로 2004 참가팀

예선은 2002년 9월부터 2003년 11월까지 진행되었다. 포르투갈은 개최국으로 자동으로 본선에 진출하였다.
50개의 팀들이 5개 팀씩 10개 조로 나뉘어 홈 앤드 어웨이 방식으로 경기를 치렀다. 각 조의 1위 팀은 본선에 직행하였고, 각 조의 2위 팀은 홈 앤 어웨이 방식으로 플레이오프 경기를 펼쳐 총 5개 팀을 가려내어 본선에 진출하였다. 라트비아는 소련에서 분리된 이후 처음으로 출전하였다.

### 본선 진출 확정 팀
| 팀         | 본선 진출 경로       | 본선 진출 날짜   | 과거 출전 대회                                           |
| ---------- | -------------------- | ---------------- | -------------------------------------------------------- |
| 포르투갈   | 개최국               | 1999년 10월 12일 | 3회 (1984, 1996, 2000)                                   |
| 프랑스     | 예선 1조 1위         | 2003년 9월 10일  | 5회 (1960, 1984, 1992, 1996, 2000)                       |
| 체코       | 예선 3조 1위         | 2003년 9월 10일  | 5회 (19601, 19761, 19801, 1996, 2000)                    |
| 스웨덴     | 예선 4조 1위         | 2003년 9월 10일  | 2회 (1992, 2000)                                         |
| 불가리아   | 예선 8조 1위         | 2003년 9월 10일  | 1회 (1996)                                               |
| 덴마크     | 예선 2조 1위         | 2003년 10월 11일 | 6회 (1964, 1984, 1988, 1992, 1996, 2000)                 |
| 독일       | 예선 5조 1위         | 2003년 10월 11일 | 8회 (19722, 19762, 19802, 1984, 19882, 1992, 1996, 2000) |
| 그리스     | 예선 6조 1위         | 2003년 10월 11일 | 1회 (1980)                                               |
| 잉글랜드   | 예선 7조 1위         | 2003년 10월 11일 | 6회 (1968, 1980, 1988, 1992, 1996, 2000)                 |
| 이탈리아   | 예선 9조 1위         | 2003년 10월 11일 | 5회 (1968, 1980, 1988, 1996, 2000)                       |
| 스위스     | 예선 10조 1위        | 2003년 10월 11일 | 1회 (1996)                                               |
| 크로아티아 | 예선 플레이오프 승자 | 2003년 11월 19일 | 1회 (1996)                                               |
| 라트비아   | 예선 플레이오프 승자 | 2003년 11월 19일 | 첫 출전                                                  |
| 네덜란드   | 예선 플레이오프 승자 | 2003년 11월 19일 | 6회 (1976, 1980, 1988, 1992, 1996, 2000)                 |
| 스페인     | 예선 플레이오프 승자 | 2003년 11월 19일 | 6회 (1964, 1980, 1984, 1988, 1996, 2000)                 |
| 러시아     | 예선 플레이오프 승자 | 2003년 11월 19일 | 7회 (19603, 19643, 19683, 19723, 19883, 19924, 1996)     |

1. 체코슬로바키아로 출전
2. 서독으로 출전
3. 소련으로 출전
4. 독립국가연합으로 출전

굵은 글씨는 우승한 대회를, 이탤릭체는 개최한 대회를 의미한다.

## 시드 배정
조 추첨식은 2003년 11월 30일에 포르투갈 리스본에서 열렸다. UEFA 유로 2004 본선에 진출한 팀들의 시드는 2002년 FIFA 월드컵 유럽 지역 예선, UEFA 유로 2004 예선에서 획득한 경기당 평균 승점을 기준으로 하여 배정되었다.
| 팀                              | 경기당 평균 승점 |
| ------------------------------- | ---------------- |
| 포르투갈 (개최국, A1에 배정됨)  | 2.400점          |
| 프랑스 (UEFA 유로 2000 우승 팀) | 3.000점          |
| 스웨덴                          | 2.389점          |
| 체코                            | 2.333점          |

| 팀       | 경기당 평균 승점 |
| -------- | ---------------- |
| 이탈리아 | 2.313점          |
| 스페인   | 2.313점          |
| 잉글랜드 | 2.313점          |
| 독일     | 2.188점          |

| 팀         | 경기당 평균 승점 |
| ---------- | ---------------- |
| 네덜란드   | 2.167점          |
| 크로아티아 | 2.125점          |
| 러시아     | 2.056점          |
| 덴마크     | 2.056점          |

| 팀       | 경기당 평균 승점 |
| -------- | ---------------- |
| 불가리아 | 1.889점          |
| 스위스   | 1.611점          |
| 그리스   | 1.563점          |
| 라트비아 | 1.250점          |

### 편성 결과
| A조                                 | B조                                     | C조                                   | D조                               |
| ----------------------------------- | --------------------------------------- | ------------------------------------- | --------------------------------- |
| 포르투갈 · 그리스 · 스페인 · 러시아 | 프랑스 · 잉글랜드 · 스위스 · 크로아티아 | 스웨덴 · 불가리아 · 덴마크 · 이탈리아 | 체코 · 라트비아 · 독일 · 네덜란드 |

## 개최 도시 및 경기장
| UEFA 유로 2004 개최 도시       | 리스본                          | 리스본                        | 포르투                           |
| UEFA 유로 2004 개최 도시       | 이스타디우 다 루스              | 이스타디우 조제 알발라드      | 이스타디우 두 드라강             |
| UEFA 유로 2004 개최 도시       | 수용 인원: 65,000명             | 수용 인원: 52,000명           | 수용 인원: 52,000명              |
| UEFA 유로 2004 개최 도시       | Estádio da Luz                  | Estádio José Alvalade         | Estádio do Dragão                |
| UEFA 유로 2004 개최 도시       | 아베이루                        | 코임브라                      | 브라가                           |
| UEFA 유로 2004 개최 도시       | 이스타디우 무니시팔 드 아베이루 | 이스타디우 시다드 드 코임브라 | 이스타디우 무니시팔 드 브라가    |
| UEFA 유로 2004 개최 도시       | 수용 인원: 30,000명             | 수용 인원: 30,000명           | 수용 인원: 30,000명              |
| UEFA 유로 2004 개최 도시       | Estádio Municipal de Aveiro     | Estádio Cidade de Coimbra     | Estádio Municipal de Braga       |
| 기마랑이스                     | 파루/롤레                       | 포르투                        | 레이리아                         |
| 이스타디우 D. 아폰수 엔히크스  | 이스타디우 알가르브             | 이스타디우 두 베사 XXI        | 이스타디우 Dr. 마갈량이스 페소아 |
| 수용 인원: 30,000명            | 수용 인원: 30,000명             | 수용 인원: 30,000명           | 수용 인원: 30,000명              |
| Estádio Municipal de Guimarães | Estádio Algarve                 | Estádio do Bessa Século XXI   | Estádio Dr. Magalhães Pessoa     |

- 총 10개의 구장이 UEFA 유로 2004 본선의 진행을 위해 사용되었다.[4]

## 심판
| - 킴 밀톤 닐센 - 마이크 라일리 - 질 베시에르 - 마르쿠스 메르크 | - 피에를루이지 콜리나 - 테리에 하우게 - 루실리우 바티스타 - 발렌틴 이바노프 | - 류보시 미헬 - 마누엘 메후토 곤살레스 - 안데르스 프리스크 - 우르스 마이어 |

## 대회 규정
조별 리그에서 승점이 같은 팀이 나올 경우, 다음과 같은 기준으로 동점자 순위 처리를 한다.
1. 같은 승점인 팀간 경기에서의 상대 승점
2. 같은 승점인 팀간 경기에서의 상대 골득실차
3. 같은 승점인 팀간 경기에서의 다득점. 같은 승점인 팀에 대하여 여기까지 반복하고, 이후에도 순위가 같으면 모든 조별 리그 경기에 대하여 아래 순서를 따른다.
4. 골득실차
5. 다득점
6. UEFA 유로 2004 예선과 2002년 FIFA 월드컵 유럽 지역 예선에서 얻은 점수/경기 수
7. UEFA 유로 2004 페어플레이 점수
8. 추첨

- UEFA 유로 2004의 토너먼트전은 한 가지 특징이 있었다. 국가대표팀간 대항전으로는 유일하게 실버골 제도가 시행되었던 것인데, 실버골 제도는 우선 연장 전반을 치른 뒤 연장 전반 동안 득점을 하는 경우에는 연장 전반 뒤 경기를 마치고, 만약 연장 전반에 득점이 나오지 않을 경우 일반적인 연장전처럼 연장 후반까지 뛰고, 그리고 거기에서 승부가 나지 않을 경우 승부차기로 승부를 가르는 것은 일반적인 연장전과 같다. 이 제도는 연장전에서 먼저 골이 터지는 팀이 바로 승리하는 골든골 제도를 보완하면서 선수들의 체력적인 부담을 줄여주고자 생긴 제도였으나 별 실효를 거두지 못하고 이 대회를 끝으로 자취를 감췄다. 2006년 FIFA 월드컵에서는 골든골 제도도, 실버골 제도도 아닌 연장에 돌입할 경우 연장 전후반 30분을 모두 뛰는 제도로 다시 환원되었다.[5]

## 조별 리그
- 모든 시간은 현지 시간(WEST/UTC+1)을 따름.

### A조
| 팀       | 승점 | 경기수 | 승 | 무 | 패 | 득점 | 실점 | 골득실 |
| -------- | ---- | ------ | -- | -- | -- | ---- | ---- | ------ |
| 포르투갈 | 6    | 3      | 2  | 0  | 1  | 4    | 2    | +2     |
| 그리스   | 4    | 3      | 1  | 1  | 1  | 4    | 4    | 0      |
| 스페인   | 4    | 3      | 1  | 1  | 1  | 2    | 2    | 0      |
| 러시아   | 3    | 3      | 1  | 0  | 2  | 2    | 4    | −2     |

| 포르투갈     | 1 – 2  | 그리스                                |
| ------------ | ------ | ------------------------------------- |
| 호날두 90+3′ | 리포트 | 카라구니스 7′ · 바시나스 51′ (페널티) |

| 스페인     | 1 – 0  | 러시아 |
| ---------- | ------ | ------ |
| 발레론 60′ | 리포트 |        |

| 그리스           | 1 – 1  | 스페인         |
| ---------------- | ------ | -------------- |
| 하리스테아스 66′ | 리포트 | 모리엔테스 28′ |

| 러시아 | 0 – 2  | 포르투갈                    |
| ------ | ------ | --------------------------- |
|        | 리포트 | 마니시 7′ · 후이 코스타 89′ |

| 스페인 | 0 – 1  | 포르투갈        |
| ------ | ------ | --------------- |
|        | 리포트 | 누누 고메스 57′ |

| 러시아                   | 2 – 1  | 그리스       |
| ------------------------ | ------ | ------------ |
| 키리첸코 2′ · 불리킨 17′ | 리포트 | 브리자스 43′ |

### B조
| 팀         | 승점 | 경기수 | 승 | 무 | 패 | 득점 | 실점 | 골득실 |
| ---------- | ---- | ------ | -- | -- | -- | ---- | ---- | ------ |
| 프랑스     | 7    | 3      | 2  | 1  | 0  | 7    | 4    | +3     |
| 잉글랜드   | 6    | 3      | 2  | 0  | 1  | 8    | 4    | +4     |
| 크로아티아 | 2    | 3      | 0  | 2  | 1  | 4    | 6    | −2     |
| 스위스     | 1    | 3      | 0  | 1  | 2  | 1    | 6    | −5     |

| 스위스 | 0 – 0  | 크로아티아 |
| ------ | ------ | ---------- |
|        | 리포트 |            |

| 프랑스                     | 2 – 1  | 잉글랜드   |
| -------------------------- | ------ | ---------- |
| 지단 90+1′, 90+3′ (페널티) | 리포트 | 램파드 38′ |

| 잉글랜드                   | 3 – 0  | 스위스 |
| -------------------------- | ------ | ------ |
| 루니 23′, 75′ · 제라드 82′ | 리포트 |        |

| 크로아티아                         | 2 – 2  | 프랑스                             |
| ---------------------------------- | ------ | ---------------------------------- |
| 라파이치 48′ (페널티) · 프르쇼 52′ | 리포트 | 투도르 22′ (자책골) · 트레제게 64′ |

| 크로아티아             | 2 – 4  | 잉글랜드                                  |
| ---------------------- | ------ | ----------------------------------------- |
| 코바치 5′ · 투도르 73′ | 리포트 | 스콜스 40′ · 루니 45+1′, 68′ · 램파드 79′ |

| 스위스     | 1 – 3  | 프랑스                   |
| ---------- | ------ | ------------------------ |
| 볼란텐 26′ | 리포트 | 지단 20′ · 앙리 76′, 84′ |

### C조
| 팀        | 승점 | 경기수 | 승 | 무 | 패 | 득점 | 실점 | 골득실 |
| --------- | ---- | ------ | -- | -- | -- | ---- | ---- | ------ |
| 스웨덴†   | 5    | 3      | 1  | 2  | 0  | 8    | 3    | +5     |
| 덴마크†   | 5    | 3      | 1  | 2  | 0  | 4    | 2    | +2     |
| 이탈리아† | 5    | 3      | 1  | 2  | 0  | 3    | 2    | +1     |
| 불가리아  | 0    | 3      | 0  | 0  | 3  | 1    | 9    | −8     |

- † 승자승 승점: 스웨덴 2, 덴마크 2, 이탈리아 2

† 승자승 득실점: 스웨덴 3득 3실 (0), 덴마크 2득 2실 (0), 이탈리아 1득 1실 (0)
| 팀       | 승점 | 경기수 | 승 | 무 | 패 | 득점 | 실점 | 골득실 |
| -------- | ---- | ------ | -- | -- | -- | ---- | ---- | ------ |
| 스웨덴   | 2    | 2      | 0  | 2  | 0  | 3    | 3    | 0      |
| 덴마크   | 2    | 2      | 0  | 2  | 0  | 2    | 2    | 0      |
| 이탈리아 | 2    | 2      | 0  | 2  | 0  | 1    | 1    | 0      |

| 덴마크 | 0 – 0  | 이탈리아 |
| ------ | ------ | -------- |
|        | 리포트 |          |

| 스웨덴                                                                    | 5 – 0  | 불가리아 |
| ------------------------------------------------------------------------- | ------ | -------- |
| 융베리 32′ · 라르손 57′, 58′ · 이브라히모비치 78′ (페널티) · 알베크 90+1′ | 리포트 |          |

| 불가리아 | 0 – 2  | 덴마크                        |
| -------- | ------ | ----------------------------- |
|          | 리포트 | 토마손 44′ · 그룅키에르 90+2′ |

| 이탈리아   | 1 – 1  | 스웨덴             |
| ---------- | ------ | ------------------ |
| 카사노 37′ | 리포트 | 이브라히모비치 85′ |

| 이탈리아                  | 2 – 1  | 불가리아              |
| ------------------------- | ------ | --------------------- |
| 페로타 48′ · 카사노 90+4′ | 리포트 | 페트로프 45′ (페널티) |

| 덴마크          | 2 – 2  | 스웨덴                         |
| --------------- | ------ | ------------------------------ |
| 토마손 28′, 66′ | 리포트 | 라르손 47′ (페널티) · 욘손 89′ |

### D조
| 팀       | 승점 | 경기수 | 승 | 무 | 패 | 득점 | 실점 | 골득실 |
| -------- | ---- | ------ | -- | -- | -- | ---- | ---- | ------ |
| 체코     | 9    | 3      | 3  | 0  | 0  | 7    | 4    | +3     |
| 네덜란드 | 4    | 3      | 1  | 1  | 1  | 6    | 4    | +2     |
| 독일     | 2    | 3      | 0  | 2  | 1  | 2    | 3    | −1     |
| 라트비아 | 1    | 3      | 0  | 1  | 2  | 1    | 5    | −4     |

| 체코                    | 2 – 1  | 라트비아               |
| ----------------------- | ------ | ---------------------- |
| 바로시 73′ · 하인츠 85′ | 리포트 | 베르파코우스키스 45+1′ |

| 독일       | 1 – 1  | 네덜란드          |
| ---------- | ------ | ----------------- |
| 프링스 30′ | 리포트 | 판 니스털로이 81′ |

| 라트비아 | 0 – 0  | 독일 |
| -------- | ------ | ---- |
|          | 리포트 |      |

| 네덜란드                      | 2 – 3  | 체코                                   |
| ----------------------------- | ------ | -------------------------------------- |
| 바우마 4′ · 판 니스털로이 19′ | 리포트 | 콜레르 23′ · 바로시 71′ · 슈미체르 88′ |

| 네덜란드                                     | 3 – 0  | 라트비아 |
| -------------------------------------------- | ------ | -------- |
| 판 니스털로이 27′ (페널티), 35′ · 마카이 84′ | 리포트 |          |

| 독일       | 1 – 2  | 체코                    |
| ---------- | ------ | ----------------------- |
| 발라크 21′ | 리포트 | 하인츠 30′ · 바로시 77′ |

## 결선 토너먼트
|  | 8강전                | 8강전            |                   |       | 준결승전 | 준결승전 |  |  | 결승전 | 결승전 |
|  |                      |                  |                   |       |          |          |  |  |        |        |
|  | 6월 24일 - 리스본    |                  |                   |       |          |          |  |  |        |        |
|  |                      |                  |                   |       |          |          |  |  |        |        |
|  | 포르투갈 (PSO)       | 2 (6)            |                   |       |          |          |  |  |        |        |
|  | 포르투갈 (PSO)       | 2 (6)            | 6월 30일 - 리스본 |       |          |          |  |  |        |        |
|  | 잉글랜드             | 2 (5)            |                   |       |          |          |  |  |        |        |
|  | 잉글랜드             | 2 (5)            | 포르투갈          | 2     |          |          |  |  |        |        |
|  | 6월 26일 - 파루/롤레 |                  | 포르투갈          | 2     |          |          |  |  |        |        |
|  |                      | 네덜란드         | 1                 |       |          |          |  |  |        |        |
|  | 스웨덴               | 네덜란드         | 1                 | 0 (4) |          |          |  |  |        |        |
|  | 스웨덴               |                  | 7월 4일 - 리스본  | 0 (4) |          |          |  |  |        |        |
|  | 네덜란드 (PSO)       | 0 (5)            |                   |       |          |          |  |  |        |        |
|  | 네덜란드 (PSO)       | 0 (5)            | 포르투갈          | 0     |          |          |  |  |        |        |
|  | 6월 25일 - 리스본    |                  | 포르투갈          | 0     |          |          |  |  |        |        |
|  |                      | 그리스           | 1                 |       |          |          |  |  |        |        |
|  | 프랑스               | 그리스           | 1                 | 0     |          |          |  |  |        |        |
|  | 프랑스               | 7월 1일 - 포르투 |                   | 0     |          |          |  |  |        |        |
|  | 그리스               | 1                |                   |       |          |          |  |  |        |        |
|  | 그리스               | 1                | 그리스 (AET)      | 1     |          |          |  |  |        |        |
|  | 6월 27일 - 포르투    |                  | 그리스 (AET)      | 1     |          |          |  |  |        |        |
|  |                      | 체코             | 0                 |       |          |          |  |  |        |        |
|  | 체코                 | 체코             | 0                 | 3     |          |          |  |  |        |        |
|  | 체코                 |                  |                   | 3     |          |          |  |  |        |        |
|  | 덴마크               | 0                |                   |       |          |          |  |  |        |        |
|  | 덴마크               | 0                |                   |       |          |          |  |  |        |        |

- 모든 시간은 현지 시간(WEST/UTC+1)을 따름.
- 참고로, UEFA 유럽 축구 선수권 대회에서는 3위 결정전을 별도로 치르지 않는다.

### 8강전
| 포르투갈                                                          | 2 – 2 (연장전) | 잉글랜드                                             |
| ----------------------------------------------------------------- | -------------- | ---------------------------------------------------- |
| 푸스티가 83′ · 후이 코스타 110′                                   | 리포트         | 오언 3′ · 램파드 115′                                |
| 승부차기                                                          |                |                                                      |
| 시망 · 데쿠 · 후이 코스타 · 호날두 · 마니시 · 푸스티가 · 히카르두 | 6 – 5          | 베컴 · 오언 · 램파드 · 테리 · 하그리브스 · 콜 · 바셀 |

| 프랑스 | 0 – 1  | 그리스           |
| ------ | ------ | ---------------- |
|        | 리포트 | 하리스테아스 65′ |

| 스웨덴                                                          | 0 – 0 (연장전) | 네덜란드                                                     |
| --------------------------------------------------------------- | -------------- | ------------------------------------------------------------ |
|                                                                 | 리포트         |                                                              |
| 승부차기                                                        |                |                                                              |
| 셸스트룀 · 라르손 · 이브라히모비치 · 융베리 · 빌헬름손 · 멜베리 | 4 – 5          | 판 니스텔로이 · 헤이팅하 · 레이지허르 · 코퀴 · 마카이 · 로번 |

| 체코                         | 3 – 0  | 덴마크 |
| ---------------------------- | ------ | ------ |
| 콜레르 49′ · 바로시 63′, 65′ | 리포트 |        |

### 준결승전
| 포르투갈                | 2 – 1  | 네덜란드              |
| ----------------------- | ------ | --------------------- |
| 호날두 26′ · 마니시 58′ | 리포트 | 안드라드 63′ (자책골) |

| 그리스        | 1 – 0 (연장전) | 체코 |
| ------------- | -------------- | ---- |
| 델라스 105+1′ | 리포트         |      |

- 그리스와 체코의 경기는 실버골 제도에 의해 연장 후반전을 생략하고 그리스의 승리로 처리되었다.

### 결승전
| 포르투갈 | 0 – 1  | 그리스           |
| -------- | ------ | ---------------- |
|          | 리포트 | 하리스테아스 57′ |

## 우승
| UEFA 유로 2004 우승 |
| ------------------- |
| 그리스 1번째 우승   |

## 수상
UEFA 올스타 팀
| 골키퍼                              | 수비수 | 미드필더                                                                                     | 공격수 |
| 페트르 체흐 안토니오스 니코폴리디스 | 솔 캠벨 애슐리 콜 트라야노스 델라스 올로프 멜베리 히카르두 카르발류 유르카스 세이타리디스 잔루카 참브로타 | 미하엘 발락 테오도로스 자고라키스 파벨 네드베트 마니시 프랭크 램파드 지네딘 지단 루이스 피구 | 밀란 바로시 앙겔로스 하리스테아스 헨리크 라르손 웨인 루니 욘 달 토마손 뤼트 판 니스텔로이 크리스티아누 호날두 |

골든 부츠
- 밀란 바로시

UEFA 토너먼트 최우수 선수
- 테오도로스 자고라키스

## 최종 순위
| 우승 준우승 | 4강 8강 | 조별 리그 |

| 순위 | 팀         | 경기수 | 승 | 무 | 패 | 득 | 실 | 득실차 | 승점 |
| ---- | ---------- | ------ | -- | -- | -- | -- | -- | ------ | ---- |
| 1    | 그리스     | 6      | 4  | 1  | 1  | 7  | 4  | +3     | 13   |
| 2    | 포르투갈   | 6      | 3  | 1  | 2  | 8  | 6  | +2     | 10   |
| 3    | 체코       | 5      | 4  | 0  | 1  | 10 | 5  | +5     | 12   |
| 4    | 네덜란드   | 5      | 1  | 2  | 2  | 7  | 6  | +1     | 5    |
| 5    | 잉글랜드   | 4      | 2  | 1  | 1  | 10 | 6  | +4     | 7    |
| 6    | 프랑스     | 4      | 2  | 1  | 1  | 7  | 5  | +2     | 7    |
| 7    | 스웨덴     | 4      | 1  | 3  | 0  | 8  | 3  | +5     | 6    |
| 8    | 덴마크     | 4      | 1  | 2  | 1  | 4  | 5  | -1     | 5    |
| 9    | 이탈리아   | 3      | 1  | 2  | 0  | 3  | 2  | +1     | 5    |
| 10   | 스페인     | 3      | 1  | 1  | 1  | 2  | 2  | 0      | 4    |
| 11   | 러시아     | 3      | 1  | 0  | 2  | 2  | 4  | -2     | 3    |
| 12   | 독일       | 3      | 0  | 2  | 1  | 2  | 3  | -1     | 2    |
| 13   | 크로아티아 | 3      | 0  | 2  | 1  | 4  | 6  | -2     | 2    |
| 14   | 라트비아   | 3      | 0  | 1  | 2  | 1  | 5  | -4     | 1    |
| 15   | 스위스     | 3      | 0  | 1  | 2  | 1  | 6  | -5     | 1    |
| 16   | 불가리아   | 3      | 0  | 0  | 3  | 1  | 9  | -8     | 0    |

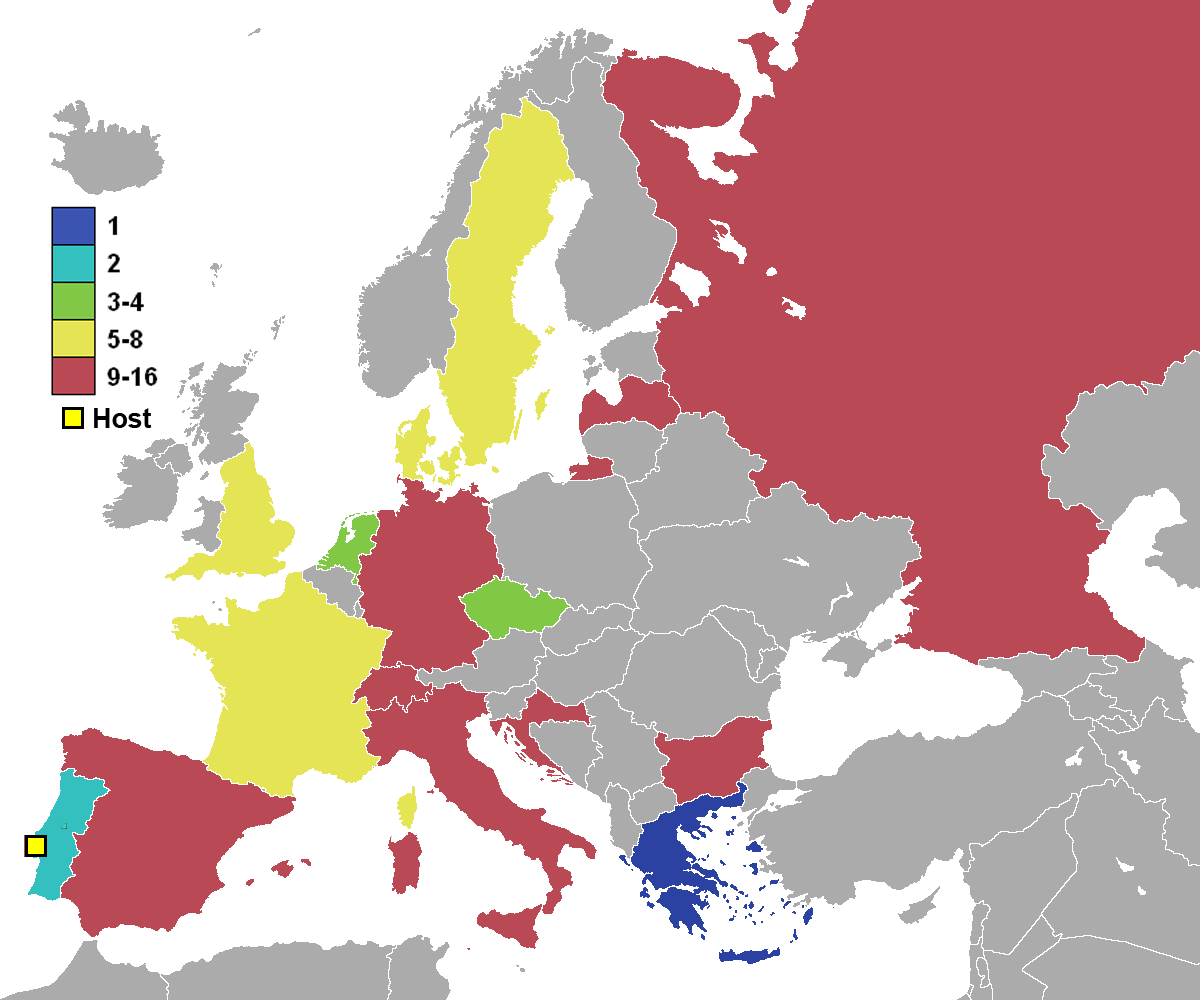
우승
준우승
4강
8강
조별 리그

- 우승에서 준우승까지는 결승전 결과로 순위를 가린다. 이전 단계에서 탈락한 팀들의 순위는 조별 리그와 동일하게 승점-골득실차-다득점순으로 가리며 모두 같을 경우 공동 순위로 한다.
- 4강에서 탈락한 팀은 최고 3위에서 최하 4위까지이다.
- 8강에서 탈락한 팀은 최고 5위에서 최하 8위까지이다.
- 조별 리그에서 탈락한 팀은 최고 9위에서 최하 16위까지이다.
- 토너먼트에서 승부차기로 경기가 가려진 경우에는 FIFA의 규정에 따라 무승부로 기재한다.

### 상금
UEFA 유로 2004 본선에 진출한 16개 팀은 기본 상금으로 7,500,000 스위스 프랑을 받게 된다. 그 외에 본선 성적에 따라 다음과 같은 상금을 추가로 받게 된다.
| 본선 성적 | 상금                                                      | 팀 수   |
| --------- | --------------------------------------------------------- | ------- |
| 조별 리그 | 1,000,000 스위스 프랑 (승리) 500,000 스위스 프랑 (무승부) | 16개 팀 |
| 8강       | 3,000,000 스위스 프랑                                     | 8개 팀  |
| 준결승    | 4,000,000 스위스 프랑                                     | 4개 팀  |
| 준우승    | 6,000,000 스위스 프랑                                     | 1개 팀  |
| 우승      | 10,000,000 스위스 프랑                                    | 1개 팀  |

UEFA 유로 2004 본선에 참가한 16개 팀은 본선 성적에 따라 다음과 같은 상금을 받았다.
| 본선 성적                      | 팀                | 상금 (스위스 프랑)     |
| ------------------------------ | ----------------- | ---------------------- |
| 우승 (조별 리그 1승 1무 1패)   | 그리스            | 26,000,000 스위스 프랑 |
| 준우승 (조별 리그 2승 1패)     | 포르투갈          | 22,500,000 스위스 프랑 |
| 준결승 (조별 리그 3승)         | 체코              | 17,500,000 스위스 프랑 |
| 준결승 (조별 리그 1승 1무 1패) | 네덜란드          | 16,000,000 스위스 프랑 |
| 8강 (조별 리그 2승 1무)        | 프랑스            | 13,000,000 스위스 프랑 |
| 8강 (조별 리그 2승 1패)        | 잉글랜드          | 12,500,000 스위스 프랑 |
| 8강 (조별 리그 1승 2무)        | 덴마크 · 스웨덴   | 12,000,000 스위스 프랑 |
| 조별 리그 1승 2무              | 이탈리아          | 9,500,000 스위스 프랑  |
| 조별 리그 1승 1무 1패          | 스페인            | 9,000,000 스위스 프랑  |
| 조별 리그 1승 2패              | 러시아            | 8,500,000 스위스 프랑  |
| 조별 리그 2무 1패              | 크로아티아 · 독일 | 8,500,000 스위스 프랑  |
| 조별 리그 1무 2패              | 라트비아 · 스위스 | 8,000,000 스위스 프랑  |
| 조별 리그 3패                  | 불가리아          | 7,500,000 스위스 프랑  |

## 기록과 통계

### 득점 선수
| 5 골 - 체코 - 밀란 바로시 4 골 - 네덜란드 - 뤼트 판 니스털로이 - 잉글랜드 - 웨인 루니 3 골 - 덴마크 - 욘 달 토마손 - 잉글랜드 - 프랭크 램파드 - 프랑스 - 지네딘 지단 - 그리스 - 앙겔로스 하리스테아스 - 스웨덴 - 헨리크 라르손 2 골 - 체코 - 마레크 헤인스, 얀 콜레르 - 프랑스 - 티에리 앙리 - 이탈리아 - 안토니오 카사노 - 포르투갈 - 크리스티아누 호날두, 마니시, 후이 코스타 - 스웨덴 - 즐라탄 이브라히모비치 | 1 골 - 불가리아 - 마르틴 페트로프 - 크로아티아 - 다도 프르쇼, 이고르 투도르, 밀란 라파이치, 니코 코바치 - 체코 - 블라디미르 슈미체르 - 덴마크 - 예스페르 그룅키에르 - 잉글랜드 - 마이클 오언, 폴 스콜스, 스티븐 제라드 - 프랑스 - 다비드 트레제게 - 독일 - 미하엘 발락, 토르스텐 프링스 - 그리스 - 앙겔로스 바시나스, 요르고스 카라구니스, 트라야노스 델라스, 지시스 브리자스 - 이탈리아 - 시모네 페로타 - 라트비아 - 마리스 베르파코우스키스 - 네덜란드 - 로이 마카이, 빌프레트 바우마 - 포르투갈 - 엘데흐 푸스티가, 누누 고메스 - 스페인 - 페르난도 모리엔테스, 후안 카를로스 발레론 - 스웨덴 - 프레드리크 융베리, 마르쿠스 알베크, 마티아스 욘손 - 러시아 - 드미트리 불리킨, 드미트리 키리첸코 - 스위스 - 요한 볼란텐 자책골 - 크로아티아 - 이고르 투도르 - 포르투갈 - 조르즈 안드라드 |

### 팀 득점 기록
| 10 골 - 체코 - 잉글랜드 8 골 - 포르투갈 - 스웨덴 7 골 - 프랑스 - 그리스 - 네덜란드 4 골 - 덴마크 - 크로아티아 | 3 골 - 이탈리아 2 골 - 독일 - 러시아 - 스페인 1 골 - 라트비아 - 스위스 - 불가리아 |

### 최단 시간 골
2분 – 드미트리 키리첸코 (러시아 vs 그리스)

### 기타 기록
- 실점이 가장 많은 팀:  불가리아 (9)
- 실점이 가장 적은 팀:  스페인 ·   이탈리아 (2)
- 승점이 가장 많은 팀:  그리스 (4승 1무 1패. 13)
- 승점이 없는 팀:  불가리아